# Eleftherios Katsaitis
Eleftherios Katsaitis (Format:ELSneu, n. 1929 în Patras; † 6 ianuarie 2012 în Atena) a fost un episcop ortodox grec.
El a predat din 1962 la seminarul teologic din  Chalki.  A fost hirotonit diacon în 1951, preot în 1956și episcop în 1987. În perioada 1987-1994 a fost arhiepiscop al patriarhiei ecumenice în Thyatira și Marea Britanie(inclusiv Irlanda) cu reședința în Londra și purtând titlul de "Eleftherios de Nyssa".
A murit ca urmare a unui jaf.